# ویری شتیون
شهر ویری شتیون (به فرانسوی: ویری شتیون) در شهرستان اسون در ناحیه ایل-دو-فرانس با جمعیت ۳۱٬۲۵۲ نفر در کشور فرانسه واقع شده‌است